# Cyperus sciaphilus
Cyperus sciaphilus är en halvgräsart som beskrevs av Henri Chermezon. Cyperus sciaphilus ingår i släktet papyrusar, och familjen halvgräs. Inga underarter finns listade i Catalogue of Life.